# Атинське
А́тинське — село в Україні, у Білопільській міській громаді Сумського району Сумської області. Населення становить 149 осіб.

## Географія
Розташоване на відстані 1.5 км від правого берегу річки Вир. Село складається із 2 частин, що рознесені до 1 км.  На відстані 1.5 км розташовані села Рижівка, Голишівське та Стукалівка.
До селища примикає невеличкий ліс.
Поруч пролягає автомобільний шлях Т 1918.
За 2 км пролягає кордон з Росією.

## Економіка
- Атинський психоневрологічний будинок-інтернат.
- Молочно-товарна ферма.

## Історія
За даними на 1864 рік на казенному хуторі Атинськ Сумського повіту Харківської губернії мешкало 64 особи (29 чоловічої статі та 35 — жіночої), налічувалось 7 дворових господарств.
Село постраждало внаслідок геноциду українського народу, проведеного урядом СРСР 1923-1933 та 1946-1947 роках.
12 червня 2020 року, відповідно до розпорядження Кабінету Міністрів України № 723-р «Про визначення адміністративних центрів та затвердження територій територіальних громад Сумської області», село увійшло до складу Білопільської міської громади.
19 липня 2020 року, в результаті адміністративно-територіальної реформи та ліквідації Білопільського району, село увійшло до складу новоутвореного Сумського району.

#### Російське вторгнення в Україну (з 2022)
23 квітня 2022 року о 15:30  з боку митного пункту пропуску «Тьоткіно» на кордоні з Російською Федерацією здійснено артилерійський обстріл села. Було зафіксовано 5 прильотів мін 82-го калібру, також були постріли і влучання із КПВТ — крупнокаліберного кулемета Володимирова, який знаходиться на бронетранспортерах в Російській Федерації. Перший приліт російської міни — в сад інтернату. Після неї персонал та підопічні інтернату встигли спуститися. Від наступної міни, що впала біля їдальні, залишилася воронка. Як наслідок, у психоневрологічному інтернаті були вибиті всі вікна та двері. Осколки міни прошили стіни, шафки у коридорі, пройшли крізь наступні дерев'яні двері та застрягли десь у стелі. Жертв немає.
26 квітня 2022 року прокуратура повідомила, що за фактом обстрілу Атинського психоневрологічного інтернату, розпочато досудове розслідування. За інформацією правоохоронців, військовослужбовці збройних сил РФ, застосовували засоби ведення війни, які заборонені міжнародним правом.
19 березня 2024 року село п'ять разів потрапляло під обстріл російського агресора. Обстріли велися зі ствольної артилерії, мінометів 120 і 82 мм, танків.
29 липня 2024 року населений пункт вчергове обстріляли російські війська. Зафіксовано 1 вибух, ймовірно ФПВ-дрон; 8 вибухів, ймовірно міномет 82 мм.
27 серпня 2024 року за інформацією Генштабу ЗСУ ворог завдавав авіаударів по районах населених пунктів Есмань, Ворожба, Вільна Слобода, Атинське, Горіле, Безсалівка, Глухів, Михайлівське, Угроїди, Шалигине, Ямпіль, Яструбине, Іскриківщина, Білопілля, Бачівськ, Будівельне Сумської області. Оперативне командування “Північ” інформує про обстріли села. Зафіксовано 3 вибухи, ймовірно КАБ; 15 вибухів, ймовірно міномет 82 мм. 